# Zen Browser
Pour les articles homonymes, voir Zen (homonymie).
Zen Browser est un navigateur internet gratuit et open source dérivé de Mozilla Firefox, principalement axé sur la confidentialité, la personnalisation et le design, et il est sous licence Mozilla Public License 2.0 (MPL 2.0),.

## Développement
Le navigateur Zen a commencé son développement le 1er avril 2024, après avoir été mentionné dans un post Reddit sur r/browsers.
Le 12 juillet 2024, la première version publique du navigateur Zen a été publiée sous forme de version Alpha, nommée 1.0.0-a.1. Le 10 décembre 2024, Zen est entré dans sa phase bêta et a lancé sa nouvelle marque « Zen », avec un nouveau logo et un nouveau site internet, accompagné de son nouveau slogan : « Bienvenue sur un internet plus calme ». En décembre 2024, il y a un total de 104 contributeurs[Où ?] au navigateur Zen, 52 contributeurs pour le bureau et 52 contributeurs pour le site.
Le navigateur Zen a également une version expérimentale instable, appelée Twilight, pour tester les dernières fonctionnalités.

## Compatibilité
Le navigateur Zen est compatible avec Microsoft Windows, macOS et Linux. Il a trois options de téléchargement : optimisé, conçu pour les systèmes plus récents ; générique, conçu pour les systèmes plus anciens ; et ARM64, conçu pour les appareils fonctionnant sur des architectures ARM64. La version optimisée utilisait les extensions vectorielles avancées 2 (AVX2), un ensemble d'instructions CPU qui améliore les performances pour certaines tâches. Cet ensemble d'instructions n'est disponible que sur les processeurs modernes. Les versions optimisées ont été abandonnées en décembre 2024 en raison de la forte consommation d'énergie, de la confusion des utilisateurs et de l'incompatibilité avec d'autres optimisations Clang.
La version Linux est disponible en téléchargement sous forme de Flatpak, AppImage et Tarball. La version macOS est disponible sous forme d'image dmg. La version Windows est disponible pour x86_64 et ARM64.

## Caractéristiques
Zen Browser adopte la philosophie des onglets verticaux, qui a été observée dans d'autres navigateurs comme Vivaldi, Microsoft Edge et Brave, et est particulièrement mise en avant dans Arc Browser. À l'instar d'Arc, les onglets verticaux sont au cœur de l'identité de Zen, mais il est prévu d'implémenter des onglets horizontaux comme dans un navigateur traditionnel dans une future version.
Zen Browser possède de nombreuses fonctionnalités distinctes, comme Split View, qui permet de diviser plusieurs sites web en plusieurs volets carrelés dans une seule fenêtre ; Zen Sidebar, une barre latérale intégrée et détachable pour ouvrir rapidement des sites web côte à côte ; et Zen Glance, une fonctionnalité pour prévisualiser rapidement un site web sans quitter votre page actuelle, ainsi que des espaces de travail qui vous permettent de séparer vos onglets.

Le premier et le précédent logo Zen

## Réception
Liam Proven de The Register a fait l'éloge de Zen Browser pour être un « navigateur libéré de Google ».
Jack Wallen de ZDNet a salué Zen comme étant le « Firefox personnalisable ».

## Zen Mods
Zen Mods (anciennement appelé Themes Store) est une fonctionnalité de Zen Browser qui utilise des thèmes UGC personnalisés compatibles uniquement avec Zen. Au 13 janvier 2025, la boutique de thèmes compte un total de 91 thèmes, ajoutant ainsi davantage de possibilités de personnalisation au navigateur.
1. 1 2  (en) « Zen Browser is the customizable Firefox I've been waiting for - here's why », ZDNET (consulté le 11 décembre 2024)
2. ↑  (en) « Zen Browser: An open-source alternative to Chromium-based browsers », The Business Standard, 20 septembre 2024 (consulté le 7 novembre 2024)
3. ↑  « Original Post », 31 mars 2024
4. ↑  « Release post », 12 juillet 2024
5. ↑  « About »
6. ↑  « Twilight download »
7. ↑  Liam Proven, « Zen Browser is a no-Google zone that offers tiling nirvana », The Register,‎ 2 septembre 2024 (lire en ligne, consulté le 18 décembre 2024)
8. ↑  « Information about Themes Store ℹ️ »
9. ↑  « Zen Mods »